# Hèrnia diafragmàtica congènita
L'hèrnia diafragmàtica congènita, (HDG) o hèrnia congènita del diafragma és una malformació congènita en la qual existeix una hèrnia diafragmàtica. Aquesta obertura permet que part dels òrgans abdominals (estómac, fetge i intestins) ocupin part de la cavitat toràcica prop dels pulmons. Aquesta tipologia d'hèrnia necessita cirurgia pediàtrica la qual està dirigida a intervenir i solucionar les alteracions que pateixen els nens al moment de néixer.

## Causes
Una hèrnia diafragmàtica es produeix per una unió inapropiada de les estructures internes durant el desenvolupament fetal. D'aquesta manera, certs òrgans (estómac, intestí prim, fetge i ronyó) poden ocupar espai a la cavitat toràcica i, per aquest motiu es produeix una hipoplàsia pulmonar (un desenvolupament disminuït dels pulmons).
L'hèrnia diafragmàtica congènita és desconeguda i radica en diverses formes, com una síndrome genètica relacionat amb altres malformacions o bé es pot presentar com una malaltia aïllada. La mitjana estadística d'aparició d'aquesta malaltia es presenta en 1 de cada 2200 a 1 de cada 5000 gestacions.

## Símptomes
Durant la vida fetal, el fetus no empra els pulmons per respirar i la HDC no suposa cap risc durant l'embaràs. El problema sorgeix, immediatament després del part, doncs els pulmons del nadó no tenen la capacitat suficient per respirar i obtenir l'oxigen necessari per a viure (és a dir: una insuficiència respiratòria, aguda, que pot dur a la mort del nadó).

## Proves necessàries per a diagnosticar un pronòstic de la malformació fetal
1. Realitzar una ecografia especialitzada.
2. Amniocentesi i estudi de cariotips (cromosomes fetals).
3. Ressonància magnètica nuclear.
4. Valoració multidisciplinària de diversos especialistes en medicina fetal, neonatòlegs i cirurgians pediàtrics.

## Tractament
Un cop completat l'avaluació inicial de les proves l'equip mèdic planificarà diverses opcions:
1. Interrupció de l'embaràs. (en casos greus i dins del temps legal per fer-ho).
2. Tractament convencional al naixement (suport respiratori immediatament després del naixement mitjançant ventiladors) i, posteriorment, cirurgia pediàtrica per tal de poder reparar el defecte del diafragma.
3. Tractament intrauterí.